# 西西里君主列表

1154年时的西西里王国

## 叙拉古僭主
- 喜厄隆一世 前478年 - 前467年或前466年
- 狄奥尼修一世 前405年 - 前367年
- 狄奥尼修二世 前367年 - 前357年；前347年 - 前344年
- 狄昂 前357年 - 前347年
- Timoleone 前344年 - 前337年
- 阿加托克利斯 前316年 - 前289年
- 喜厄隆二世 前275年 - 前215年

## 那不勒斯公爵
- 661年 – 666年 巴西尔
- 666年 – 670年 狄奥菲拉克图斯一世
- 670年 – 673年 科斯马斯
- 673年 – 677年 安德烈一世
- 677年 – 684年 恺撒里乌斯一世
- 684年 – 687年 司提反一世
- 687年 – 696年 波内卢斯
- 696年 – 706年 狄奥多西乌斯
- 706年 – 711年 恺撒里乌斯二世
- 711年 – 719年 约翰一世
- 719年 – 729年 狄奥多尔一世
- 729年 – 739年 乔治
- 739年 – 755年 格列高利一世
- 755年 – 766年 司提反二世
- 767年 – 794年 格列高利二世
- 794年 – 801年 狄奥菲拉克图斯二世
- 801年 – c. 818年 安蒂穆斯
- c. 818年 – 821年 狄奥多克蒂斯图斯
- 821年 狄奥多尔二世
- 821年 – 832年 司提反三世
- 832年 – 834年 波努斯
- 834年 利奥
- 834年 – 840年 安德烈二世
- 840年 康塔尔都斯
- 840年 – 864年 塞尔吉乌斯一世
- 864年 – 870年 格列高利三世
- 870年 – 877年 塞尔吉乌斯二世
- 877年 – 898年 阿塔纳西乌斯
- 898年 – 915年 格列高利四世
- 915年 – 919年 约翰二世
- 919年 – 928年 马里努斯一世
- 928年 – 968年 约翰三世
- 968年 – 992年 马里努斯二世
- 992年 – 999年 塞尔吉乌斯三世
- 999年 – 1002年 约翰四世
- 1002年 – 1036年 塞尔吉乌斯四世
- 1036年 – 1042年 约翰五世
- 1042年 – 1082年 塞尔吉乌斯五世
- 1082年 – 1097年 塞尔吉乌斯六世
- 1097年 – 1120年 约翰六世
- 1120年 – 1137年 塞尔吉乌斯七世

## 阿普利亚和卡拉布里亚伯爵
- 威廉一世“铁臂” 1043年-1046年
- 德拉贡 1046年-1051年
- 翁弗雷多 1051年-1057年
- 罗贝尔·吉斯卡尔 1057年-1059年

## 阿普利亚和卡拉布里亚公爵
- 罗贝尔·吉斯卡尔（1059年-1085年）
- 罗杰·博尔萨（1085年-1111年）
- 威廉二世 （1111年-1127年）。1127年阿普利亚公国被西西里伯国吞并。此后“阿普利亚和卡拉布里亚公爵”是西西里王位继承人的头衔。

## 西西里伯爵
- 鲁杰罗一世（1071年-1101年）
- 西莫尼（1101年-1105年）
- 鲁杰罗二世（1105年-1130年）

## 西西里王国（包括西西里和那不勒斯）

### 诺曼王朝
- 鲁杰罗二世 1130年-1154年
- 古列尔莫一世 1154年-1166年
- 古列尔莫二世 1166年-1189年
- 坦克雷迪 1189年-1194年
  - 鲁杰罗三世 1193年-1194年
- 古列尔莫三世 1194年
- 科斯坦察一世 1194年-1198年

### 霍亨斯陶芬王朝
- 恩里科一世 1194年-1197年
- 费德里科一世 1198年-1250年 
  - 恩里科二世 1212年-1217年
- 科拉迪诺一世 1250年-1254年
- 科拉迪诺二世 1254年-1258年或1268年
- 曼弗雷迪 1258年-1266年

### 卡佩王朝
- 卡洛一世 1266年-1282年

## 西西里王国

### 巴塞罗那王朝
在西西里晚祷事件之后，卡佩王朝的安茹家族就再未统治过西西里。西西里转归阿拉贡王国。
- 科斯坦察二世 1268年/1282年–1285年（联合统治）
- 彼得罗一世 1282年-1285年（與亞拉岡王國的共主邦聯）
- 贾科莫 1285年-1295年（與亞拉岡王國的共主邦聯）
- 費德里科二世 1296年-1337年
- 皮特羅二世 1337年-1341年
- 路德維科 1341年-1355年
- 費德里科三世 1355年-1377年
- 玛丽亚 1377年-1401年
- 馬蒂諾一世 1390年-1409年（瑪麗亞之夫，1390—1401年共治）
- 馬蒂諾二世 1409年-1410年（前任國王之父，與亞拉岡王國的共主邦聯）

### 特拉斯塔馬拉王朝（與亞拉岡王國的共主邦聯）
- 费迪南多一世 1412年-1416年
- 阿方索 1416年-1458年
- 乔万尼 1458年-1479年
- 费迪南多二世 1479年-1516年
- 乔万娜與卡洛二世  1516年-1555年
- 卡洛二世 1516年-1556年

乔万娜因被认为疯了，全部任期内都被监禁。

### 西班牙哈布斯堡王朝（與西班牙王國的共主邦聯）
- 菲利波一世 1556年-1598年
- 菲利波二世 1598年-1621年
- 菲利波三世 1621年-1665年
- 卡洛三世 1665年-1700年

### 波旁王朝（與西班牙王國的共主邦聯）
- 菲利波四世 1700年-1713年

### 萨伏依王朝
- 维托里奥·阿梅迪奥 1713年-1720年

### 奥地利哈布斯堡王朝（奥地利大公國的共主邦聯）
- 卡洛四世 1713年-1734年

## 那不勒斯和西西里

### 波旁王朝（1735年－1816年）
| 肖像 | 国徽 | 姓名                            | 在位时间 | 在位时间 | 与前任关系                                 | 称号 |
| ---- | ---- | ------------------------------- | -------- | -------- | ------------------------------------------ | --- |
|      |      | 卡洛五世 （Carlo V）            | 1735年   | 1759年   | • 西班牙国王腓力五世与帕尔马的伊丽莎白之子 | 那不勒斯与西西里国王 （Re di Napoli e Sicilia） |
|      |      | 费迪南多三世 （Ferdinando III） | 1759年   | 1816年   | • 卡洛斯五世之子                           | 那不勒斯与西西里国王 （Re di Napoli e Sicilia）在西西里称斐迪南三世。被拿破仑废黜；但仍继续统治西西里。1815年，他又恢复了那不勒斯的王位，并将两地合并为两西西里王国。 |

1816年，那不勒斯王国与西西里王国正式合并为两西西里王国。

## 两西西里王国（1816年－1861年）
| 肖像 | 国徽 | 姓名                            | 在位时间       | 在位时间      | 与前任关系                 | 称号                                  |
| ---- | ---- | ------------------------------- | -------------- | ------------- | -------------------------- | ------------------------------------- |
|      |      | 费迪南多一世 （Ferdinando I）   | 1816年12月12日 | 1825年1月4日  | • 西班牙国王卡洛斯三世之子 | 两西西里国王 （Rè delle Due Sicilie） |
|      |      | 弗朗切斯科一世 （Francesco I）  | 1825年1月4日   | 1830年11月8日 | • 斐迪南一世之子           | 两西西里国王 （Rè delle Due Sicilie） |
|      |      | 费迪南多二世 （Ferdinando II）  | 1830年11月8日  | 1859年5月22日 | • 法蘭西斯一世之子         | 两西西里国王 （Rè delle Due Sicilie） |
|      |      | 弗朗切斯科二世 （Francesco II） | 1859年5月22日  | 1861年3月17日 | • 斐迪南二世之子           | 两西西里国王 （Rè delle Due Sicilie） |

## 两西西里王位继承人
- 弗朗切斯科二世 1860年-1894年
- 阿方索 1894年-1934年 卡塞塔伯爵
- 费迪南多·皮奥 1934年-1960年 卡拉布里亚公爵

两西西里王室分裂为两西西里的卡斯特罗派与西班牙的卡拉布里亚派。

### 卡斯特罗派
- 兰尼埃里 1960年-1973年 卡斯特罗公爵
- 费迪南多·玛利亚 1973年-2008年 卡斯特罗公爵
- 卡洛 2008年至今 卡斯特罗公爵

### 卡拉布里亚派
- 阿方索 1960年-1964年 卡拉布里亚公爵
- 卡洛斯 1964年-2015年 卡拉布里亚公爵
- 佩德羅 2015年- 卡拉布里亚公爵